# Карлигаш (Алакольський район)
Карлига́ш (каз. Қарлығаш) — село у складі Алакольського району Жетисуської області Казахстану. Входить до складу Єкпендинського сільського округу.
Населення — 466 осіб (2021; 506 у 2009, 518 у 1999, 592 у 1989).

## Люди
В селі народився Алімжанов Ануар Турлибекович (1930—1993) — казахський письменник, журналіст.